# بابور اللوح (مسلسل)
بابور اللوح مسلسل جزائري درامي من إخراج نصر الدين السهيلي، بث عبر منصة يرى في أفريل 2021 وهو أول عمل جزائري ومغاربي يبث حصريا على منصة رقمية مدفوعة الأجر.
المسلسل من بطولة عبد القادر جريو ومصطفى لعريبي وفضيلة حشماوي محمد خساني وسهيلة معلم ناصر سوداني ونوميديا لزول.

## القصة
حسني (عبد القادر جريو) فنان موهوب ومكافح تضطره الظروف للعمل كبائع متجول، بينما تعمل زوجته (ياسمين عماري) في صالون حلاقة، بعد أن يتعرض لضروف صعبة لها علاقة بأبنته يبتدأ بالتفكير في الهجرة غير الشرعية بمساعدة صديقه (ناصر سوداني), في نفس الوقت يغرم أخوه (مصطفى لعريبي) الذي يعاني من مشاكل نفسية بمغنية (نوميديا لزول)، تتقاطع هذه الأحداث مع قصة حب من طرف واحد يعيشها محمد (محمد خساني) وابنة خالته (سهيلة معلم) وقصة ملاكم طموح وبطل (رابح عبد الكريم) يعاني من التهميش.

## البث
بعد أن تعذر بثه في رمضان 2020، تم بثه في صيف 2021 على منصة يرى وهو أول عمل جزائري ومغاربي يتم بثه بصفة حصرية على منصة مدفوعة الأجر.

## الممثلون
- عبد القادر جريو
- مصطفى لعريبي
- فضيلة حشماوي
- محمد خساني
- عبد الحليم زريبيع
- سهيلة معلم
- عزيز بوكروني
- رابح عبد الكريم
- سامية مزيان
- ناصر سوداني
- نوميديا لزول
- ياسمين عماري
- أحمد مداح
- عبد الله مربوح
- طارق بوعرعار
- رضا حميميد

## الفريق
- أخراج: نصر الدين السهيلي
- مدير التصوير: صالح زريق
- مهندس الصوت: طارق طيبة